# Danaea alata
Danaea alata är en kärlväxtart som beskrevs av James Edward Smith. Danaea alata ingår i släktet Danaea, och familjen Marattiaceae. Inga underarter finns listade i Catalogue of Life.